# 974
| [ Edytuj tabelę ]              |                                                                     |
| Książę Polski                  | - 960 Mieszko I 992                                                 |
| Król Anglii                    | - 959 Edgar Spokojny 975                                            |
| Hrabia Aragonii i król Nawarry | - 970 Sancho II 994                                                 |
| Hrabia Barcelony               | - 947 Borrell II 992                                                |
| Książę Bawarii                 | - 955 Henryk II Kłótnik 976                                         |
| Książę Burgundii               | - 965 Odo-Henryk 1002                                               |
| Cesarz Bizancjum               | - 969 Jan I Tzimiskes 976                                           |
| Cesarz Chin                    | - 960 Song Taizu 976                                                |
| Książę Czech                   | - 972 Bolesław II Pobożny 999                                       |
| Król Danii                     | - 958 Harald Sinozęby 987                                           |
| Władca Egiptu                  | - 969 Al-Mu’izz 975                                                 |
| Król Franków zachodnich        | - 954 Lotar 986                                                     |
| Król Gruzji                    | - 961 Dawid III 1001                                                |
| Hrabia Holandii                | - 939 Dirk II 988                                                   |
| Cesarz Japonii                 | - 969 En’yū 984                                                     |
| Kalif                          | - 946 Al-Muti 974 - 974 At-Ta’i 991                                 |
| Hrabia Kastylii                | - 970 Garcia I Fernandez 995                                        |
| Król Khmerów                   | - 968 Dżajawarman V 1001                                            |
| Wielki książę Kijowa           | - 972 Jaropełk I 978                                                |
| Patriarcha Konstantynopola     | - 970 Bazyli I Skamandrenos 974 - 974 Antoni III Studyta 980        |
| Władca Korei                   | - 949 Kwangjong 975                                                 |
| Król Leónu                     | - 966 Ramiro III 984                                                |
| Król Norwegii                  | - 961 Harald II Szara Opończa 976 - 974 Harald Sinozęby 987         |
| Hrabia Palatynatu              | - 945 Hermann Pusillus 994                                          |
| Papież                         | - 973 Benedykt VI 974 - 974 Bonifacy VII 974 - 974 Benedykt VII 983 |
| Hrabia Portugalii              | - 950 Gonçalo Mendes 999                                            |
| Cesarz Rzymski (niemiecki)     | - 973 Otton II 983                                                  |
| Książę Saksonii                | - 973 Bernard I 1011                                                |
| Król Szkocji                   | - 971 Kenneth II 995                                                |
| Król Szwecji                   | - 970 Eryk Zwycięski 995                                            |
| Doża Wenecji                   | - 959 Pietro IV Candiano 976                                        |
| Książę Węgier                  | - 970 Gejza 997                                                     |
| Cesarz Wietnamu                | - 968 Đinh Bộ Lĩnh 979                                              |

Rok 974 / CMLXXIV
stulecia: IX wiek ~
X wiek ~
XI wiek

lata: 964 «
969 «
970 «
971 «
972 «
973 «
974
» 975
» 976
» 977
» 978
» 979
» 984

## Wydarzenia na świecie
- Europa
  - książę bawarski Henryk II Kłótnik, wspomagany przez księcia Czeskiego Bolesława II i polskiego Mieszka I występuje przeciw Ottonowi II[1].
  - Gejza, władca Węgier wraz z rodziną i 5 tys. możnych przyjął chrzest z rąk niemieckich misjonarzy[2].

## Urodzili się
- Bruno z Kwerfurtu – mnich saski, kapelan cesarski, biskup misyjny, męczennik i święty Kościoła katolickiego[3].

## Zmarli
- lipiec – papież Benedykt VI (uduszony w więzieniu)[4].
- 12 października – Al-Muti, dwudziesty trzeci kalif dynastii Abbasydów (ur. 913/914)